# Köpenhamns rådhus
Köpenhamns rådhus (danska: Københavns Rådhus) är en monumental byggnad i centrala Köpenhamn, Danmarks huvudstad, som är säte för Köpenhamns kommuns politiska ledning och centrala administration.
Huset ritades av Martin Nyrop med inspiration från rådhuset i Siena i Italien. Det uppfördes 1892-1905 och har sin dominerande fasad mot Rådhuspladsen. Rådhustornet är, med sina 105,6 meter, en av Köpenhamns högsta byggnader. Byggnaden är den nuvarande i raden av Köpenhamns sex rådhus som uppförts för ändamålet.